# Société des mines de l'Aïr
La Société des mines de l’Aïr (Somaïr), basée  dans la région d'Arlit (nord du Niger) est l'une des filiales d'Orano (coentreprise entre la société française Orano Mining et, pour 35 % des parts en 2024, de la Sopamin, société d'État nigérienne), qui opère dans le domaine de l'industrie minière (extraction de minerai d'Uranium).
Mi-2024, cette mine d'uranium, qui est la seule encore exploitée par Orano au Niger depuis la fermeture de la Cominak en 2021 est signalée par Orano comme en grande difficulté à la suite du coup d'État de juillet 2023 qui a entrainé plusieurs mois d'arrêt de fonctionnement de la mine, puis qui a empêché ses exportations.

## Historique
La Somaïr est la première société d'extraction et traitement de l'uranium au Niger.
La Somaïr est fondée le 7 juillet 1967. La composition initiale de l'actionnariat est de 45 % pour le Commissariat à l'énergie atomique, une agence gouvernementale française, 40 % pour deux entreprises françaises : la Compagnie de Mokta-El Hadid et la Compagnie française des minerais d'uranium. Les 15 % restants sont détenus par le gouvernement nigérien, via l'Office national des ressources minières. Une concession est accordée à la Somaïr en juillet 1967 : 360 km2 dans la région d'Arlit (même si la ville n'existe pas encore à l'époque).
En 1969, la Somaïr fonde la ville d'Arlit.
En 1971, débute la production d'uranate.
En 1981, la Somaïr enregistre une production record de 2 100 tonnes d'uranium.
En 2002, le groupe obtient la certification ISO 14001.
En 2009, Somaïr met en œuvre la technique dite de lixiviation en tas pour traiter les minerais à faible teneur.
En 2023, la production passe de 2 000 tonnes approximativement les années précédentes à 1 130 tonnes d'uranium (sur un total d'environ 7 000 tonnes produites par Orano dans le monde), forçant le groupe à renforcer sa production au Canada.
Mi 2024, en raison du contexte politique local, les exportations de la Somaïr sont à l'arrêt, ce qui met l'entreprise en situation de « grande difficulté financière ». La société, qui emploie directement environ 700 personnes (dont la moitié sont des sous-traitants), pour se maintenir, dit avoir commencé à vendre des stocks d'uranium initialement réservés pour financer la fermeture et remise en état du site en fin de vie, stocks qui sont provisionnés et stockés sur le territoire français,.
En décembre 2024, Orano annonce avoir « perdu le contrôle opérationnel » de sa filiale Somaïr.
Le 21 janvier 2025, Orano engage un deuxième arbitrage, auprès du Centre international pour le règlement des différends relatifs aux investissements (Cirdi), à l’encontre du gouvernement du Niger, après la perte de contrôle de sa filiale locale, la Société des mines de l'Aïr (Somaïr).
En juin 2025, l’Etat du Niger décide en conseil des ministres « de nationaliser la Société des mines de l'Aïr, d'après le gouvernement du Niger, les actions et le patrimoine de la Somaïr sont intégralement transférés en toute propriété à l’Etat du Niger ». Une décision dénoncée par Orano.

## Activité
L’usine de la SOMAÏR est installée à quelques kilomètres de la ville d’Arlit au Niger. Le minerai d’uranium est extrait des mines à proximité. Il est traité pour produire de l’uranate de soude (le  Yellowcake, qui contient environ 75 % d’uranium).

## Organisation
La Somaïr est une filiale d’Orano Mining. Son capital de 4,349 milliards de Francs CFA est détenu par Areva pour 63,4 % et par la Société du patrimoine des mines du Niger (SOPAMIN) pour 36,6 %.
L'actionnariat évolue au fil des ans : la participation de l'État nigérien passe de l'Office national des ressources minières à la Société du patrimoine des mines du Niger (SOPAMIN). La part de l'État nigérien passe de 15 % à 36,6 % (en 2022). Du côté français, les différentes participations sont regroupées par Areva Mines (devenu Orano Mining par la suite) qui détient 63,4 % de la structure.
Son siège social est installé à Niamey, dans les mêmes locaux qu'Orano Mining Niger, tandis que l’usine de traitement de l’uranium est située à côté de la ville d’Arlit, dans la région d’Agadez.

## Conflits sociaux
Le 12 novembre 2014, des salariés de la Somaïr se sont mis en grève à Arlit. Selon les syndicats, au moins 400 emplois ont déjà été supprimés sans droits chez les sous-traitants locaux sur une période de 3 mois.
En juillet 2015, Areva aurait licencié plus d’une centaine de salariés de sa filiale Somaïr pour « raisons économiques » selon le Journal de l'énergie.